# 蘇赫特基什村
蘇赫特基什村（波斯語：سوخته كيش），是伊朗吉兰省阿姆拉什县兰库区沙布庫斯拉特鄉的一个村。2006年人口普查顯示該村人口为441人，分佈在119个家庭中。